# Чудо-ходоки
Wonder Walkers (дословно — «Чудо-ходоки») — детская книжка с картинками, написанная и иллюстрированная Мишей Арчер. С помощью поэтического текста книга повествует о двух детях, которые гуляют по природе и размышляют о её тайнах. Wonder Walkers была опубликована 30 марта 2021 года Nancy Paulsen Books.

## Критика
Издание Kirkus Reviews, которое опубликовало обзор со звёздочкой обзор, прокомментировал письмо Мишы Арчер, назвав вопросы, заданные персонажами в книге, «скупыми и экономичными, но глубокими и красиво поэтичными». Говоря об иллюстрациях, издание отметило, что сочетание туши и коллажа «сочное и яркое, идеально подходит к тексту». Kirkus Reviews считает, что книга «отлично подходит для обогащения словарного запаса, развития творческого мышления и повышения любви к природе».
В статье для The Horn Book Magazine Джули Дэниелсон прокомментировала «яркие цвета, соблазнительные текстуры и безграничную энергию» искусства и в заключение назвала произведение «красиво оформленным — и прекрасным во всех отношениях».
В обзоре Publishers Weekly, отмеченном звёздочкой, положительно оценены иллюстрации и приёмы Миши Арчер.
В 2021 году книга была удостоена медали Калдекотта.